# Roque Cardozo
Roque Cardozo (n. Asunción, Paraguay, 16 de agosto de 1988) es un futbolista paraguayo que juega de guardameta.

## Trayectoria
Cardozo, un guardameta de excelentes reflejos, realizó las inferiores y su debut profesional en el Club Fernando de la Mora desde el año 2006 hasta 2010. En 2010 ficha por Nacional. Luego de excelentes actuaciones, se confirma su llegada al Independiente C.G.
En el Torneo Apertura 2012 tras realizar buenas atajadas y conseguir victorias frente a los grandes, Cerro Porteño y Olimpia se declaró hincha de Cerro Porteño, tras atajar un penal a Santiago Salcedo de Cerro Porteño, dijo sentir muchas cosas al atajar, pero es su trabajo.
En la temporada 2012, a pesar de que Roque mantuvo un buen nivel durante todo el año, su equipo el Independiente de Campo Grande, no pudo mantenerse en la Primera División, por lo tanto el equipo retornaría a la División Intermedia, pero el jugador no  lo acompañaría a dicho equipo, porque el 12 de enero de 2013 el Club Sportivo Carapeguá lo ficharía para disputar la temporada 2013.

## Clubes
| Club                | País     | Año         |
| ------------------- | -------- | ----------- |
| Fernando de la Mora | Paraguay | 2006 - 2010 |
| Nacional            | Paraguay | 2010        |
| Independiente       | Paraguay | 2011 - 2012 |
| Sportivo Carapeguá  | Paraguay | 2013        |
| 3 de febrero        | Paraguay | 2014        |
| Nacional            | Paraguay | 2015 - 2016 |
| Sportivo Luqueño    | Paraguay | 2016        |
| Sportivo Trinidense | Paraguay | 2017        |
| Rionegro Águilas    | Colombia | 2017 - 2018 |
| Jaguares de Córdoba | Colombia | 2019        |